# Wu Ching Hui
Wu Ching Hui (15 de mayo de 1974) es una deportista hongkonesa que compitió en judo. Ganó una medalla de bronce en los Juegos Asiáticos de 1994 y una medalla de bronce en el Campeonato Asiático de Judo de 1993.

## Palmarés internacional
| Juegos Asiáticos    | Juegos Asiáticos  | Juegos Asiáticos  | Juegos Asiáticos |
| Año                 | Lugar             | Medalla           | Categoría        |
| ------------------- | ----------------- | ----------------- | ---------------- |
| 1994                | Hiroshima (Japón) | Medalla de bronce | –61 kg           |
| Campeonato Asiático |                   |                   |                  |
| Año                 | Lugar             | Medalla           | Categoría        |
| 1993                | Macao (Portugal)  | Medalla de bronce | –61 kg           |